# When Lillian Was Little Red Riding Hood

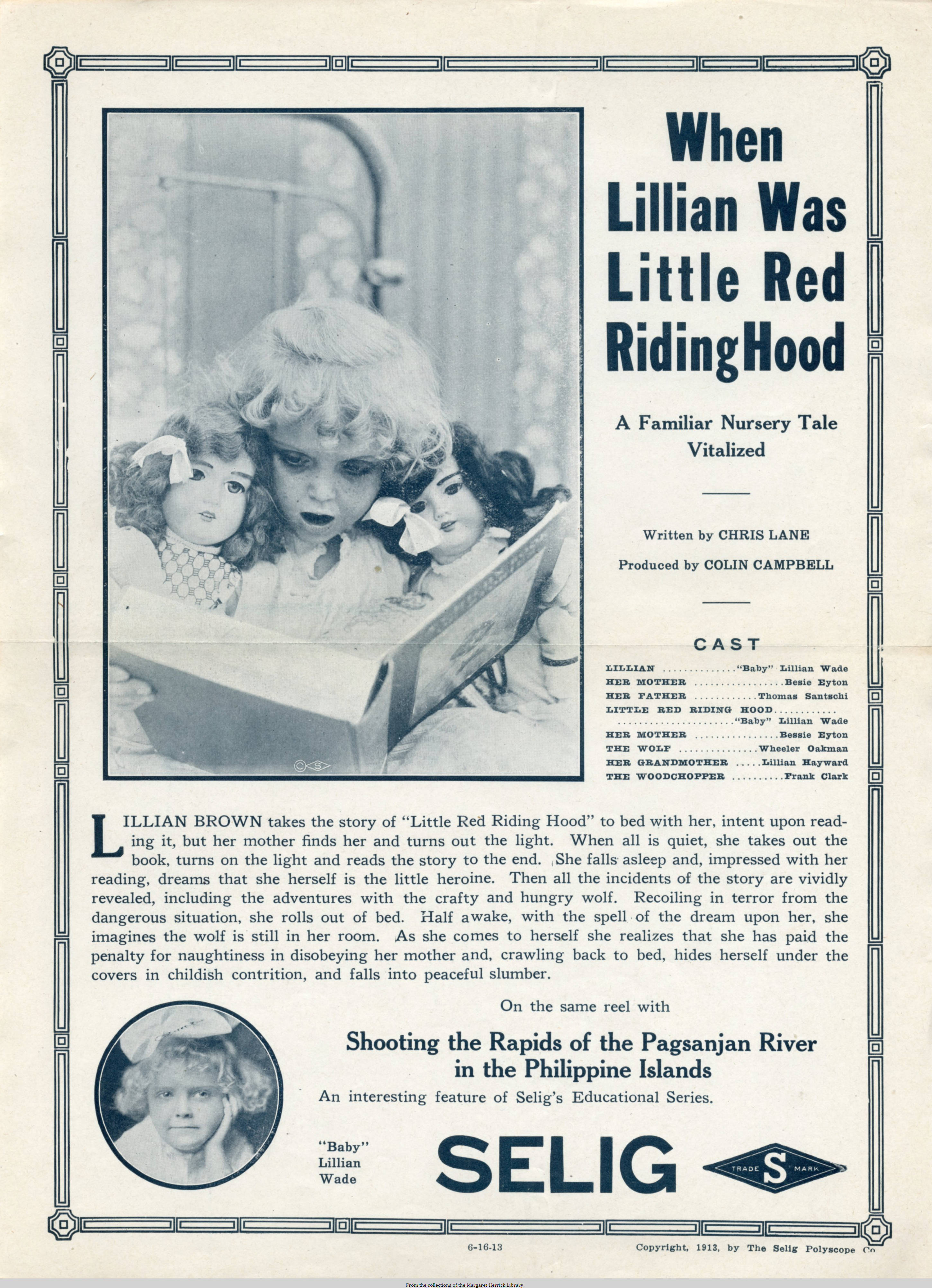
Prospectus pour la sortie de When Lillian Was Little Red Riding Hood

When Lillian Was Little Red Riding Hood est un film muet américain réalisé par Colin Campbell et sorti en 1913.

## Fiche technique
- Réalisation : Colin Campbell
- Scénario : Chris Lane
- Production : William Nicholas Selig
- Date de sortie : États-Unis : 16 juin 1913

## Distribution
- Baby Lillian Wade
- Bessie Eyton
- Tom Santschi
- Wheeler Oakman
- Lillian Hayward
- Frank Clark